# St. Ursula Gymnasium (Aachen)
Das St. Ursula Gymnasium in Aachen ist ein neusprachliches Gymnasium mit gebundenem Ganztag und war bis 2021 ein reines Mädchengymnasium. Die Schule wurde 1891 als vormalige städtische Höhere Töchterschule von den Ursulinen aus dem Kloster Kalvarienberg in Ahrweiler übernommen und in den Folgejahren als Klosterschule und Realgymnasium ausgebaut. Seit 2014 steht St. Ursula in Freier Trägerschaft der Schulstiftung St. Ursula. Zum Schuljahresbeginn 2021/2022 führte das Ursulinengymnasium aus wirtschaftlichen Überlegungen als letzte Schule Aachens die Koedukation unter Beibehaltung eines monoedukativen Schwerpunkts in Form einer „Mädchenklasse“ ein.

## Geschichte

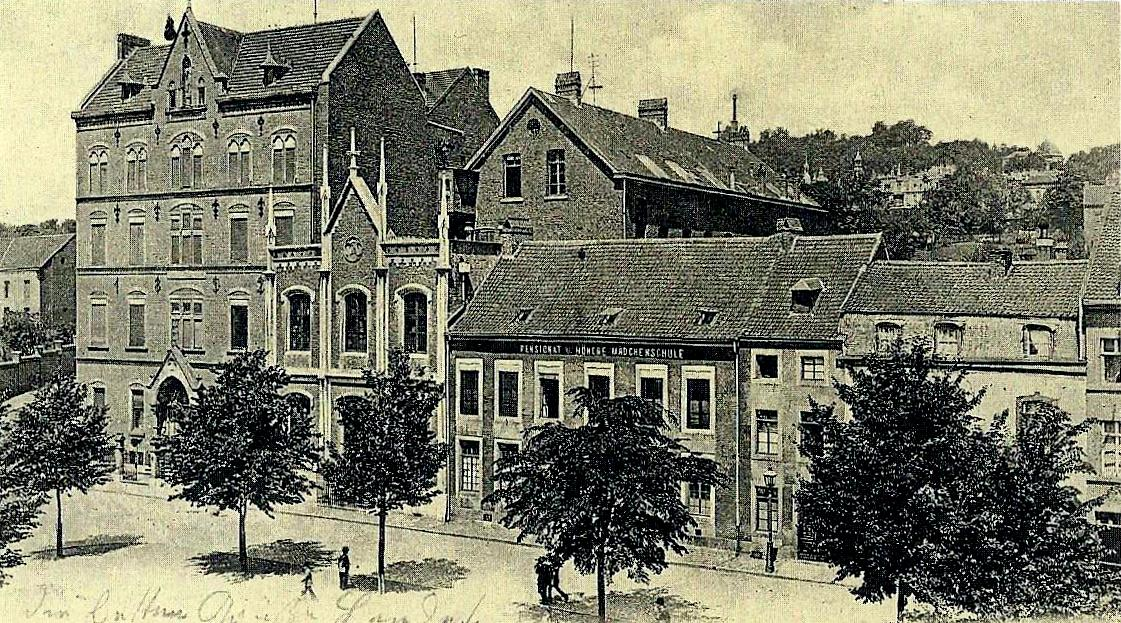
Ursulinenkloster und -schule um 1900

Seit dem 17. Jahrhundert spielen die Ursulinen mit mehreren Unterbrechungen in Aachen eine bedeutende Rolle für die katholische Erziehung und Bildung junger Mädchen. In diesem Zusammenhang mussten sie 1802 ihr Ehemaliges Ursulinenkloster Aachen aufgrund der Säkularisation des Klosters durch die Franzosen aufgeben und wurden 1878 infolge des Kulturkampfes aus der Höheren Töchterschule St. Leonhard nach Belgien vertrieben, dessen Leitung sie seit 1848 innehatten. Schließlich kehrten sie im Jahr 1891 erneut nach Aachen zurück und übernahmen die Leitung der städtischen Höheren Mädchenschule auf dem Bergdriesch mit anfangs 37 Schülerinnen. Hier richteten sie in einem renovierungsbedürftigen Gebäude ihr „Neues Kloster“ ein und bauten die Schule schrittweise zu einem Realgymnasium mit einer Sonntagsschule für die Fabrikmädchen um. Dazu wurden ab 1905 die ersten Klassen eingerichtet, in denen sich die Schülerinnen in der als dato einzigen katholischen Mädchenschule Deutschlands auf das Abitur vorbereiten konnten. Dieses musste allerdings anfangs noch in anderen städtischen Gymnasien oder auch in anderen Städten wie beispielsweise in Krefeld absolviert werden und durfte erst ab 1918 mit behördlicher preußischer Genehmigung im eigenen Hause abgehalten werden.
Ein maßgeblicher Einschnitt in den Schulalltag fand in der Zeit des Nationalsozialismus und während des Zweiten Weltkrieges statt. Im Jahr 1939 wurden die Schwestern aus dem Schuldienst vertrieben und das Schulgebäude von staatlicher Stelle beschlagnahmt und zum Verkauf angeboten. Die Schwestern fanden Aufnahme im Aloysiusstift in der Weyhestraße und die Schülerinnen wurden auf mehrere Schulen aufgeteilt und schwerpunktmäßig in der Viktoriaschule Aachen untergebracht.
Nach dem Krieg erhielt der Orden die schwer beschädigten Schul- und Klostergebäude auf Bergdriesch wieder zurück und die Schwestern konnten mit dem Wiederaufbau der Anlage beginnen sowie im Herbst 1946 die Schule als Lyzeum wiedereröffnen. Schließlich wurde im Jahr 1950 St. Ursula als neusprachliches Gymnasium anerkannt.

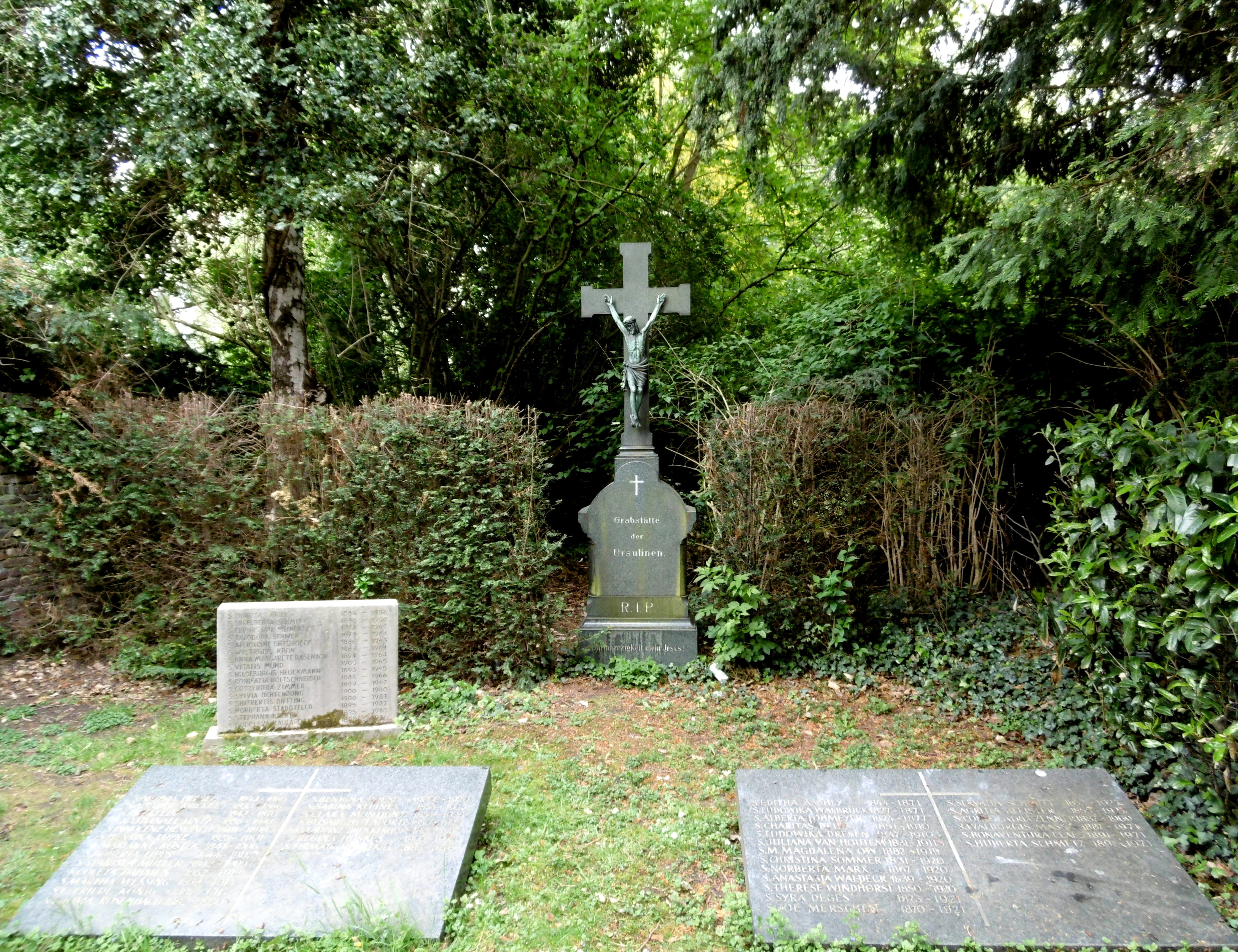
Grabstätte auf dem Ostfriedhof

Aus Mangel an pädagogisch ausgebildeten Ordensschwestern übertrug die Ursulinenkongregation Ahrweiler, die noch vier weitere Schulen betrieb, im Jahr 2003 die Schulleitung von St. Ursula Aachen erstmals an eine weltliche Leiterin und im Jahr 2014 die Trägerschaft des Gymnasiums an ihre klostereigene „Schulstiftung St. Ursula“.
Sowohl die im St. Leonhard Gymnasium als auch im St. Ursula Gymnasium tätigen Ursulinen aus Ahrweiler fanden ihre letzte Ruhestätte auf dem Aachener Ostfriedhof.

## Schulprofil
Das Schulleben orientiert sich am christlichen Menschenbild in Tradition der Ordensgründerin Angela Merici, ist jedoch nicht an eine Konfession gebunden. Konfessionsübergreifend spielen in diesem Zusammenhang das tägliche Gebet und regelmäßige Gottesdienste aber auch Besinnungstage und Fahrten nach Taizé eine bedeutende Rolle. Als gebundene und hausaufgabenfreie Ganztagsschule bevorzugt St. Ursula das „3 + 2 Unterrichtssystem“, was bedeutet, dass nur an drei Tagen Unterricht an Nachmittagen abgehalten wird. Im Rahmen seiner neusprachlichen Ausrichtung stehen Englisch, Französisch und Spanisch als moderne Fremdsprachen sowie Latein als einzige alte Sprache auf dem Lehrplan. Zur sprachlichen Vertiefung stehen als Austauschschulen das Lyceé Jean XXIII in Reims, die Ursuline Academy in Cincinnati/Ohio, die Yong Jiang Vocational School in Ningbo/China, das Colegio San Ramón y San Antonio in Madrid und das Colegio Santa Ursula in Santiago de Chile zur Verfügung. Darüber hinaus bietet das St. Ursula in Zusammenarbeit mit den Kooperationsschulen Pius-Gymnasium und Rhein-Maas-Gymnasium Aachen seit 2018 gemeinsame Leistungskurse an.
Als Mädchenschule setzt sich St. Ursula im Besonderen dafür ein, die Schülerinnen als selbstbewusste Persönlichkeiten auszubilden und organisiert beispielsweise in Zusammenarbeit mit der Polizei Kurse in Selbstbehauptung und Zivilcourage sowie Präventionskurse für Gefahren im Internet ebenso wie Aufklärung über Frauenfragen und Essstörungen in Zusammenarbeit mit Medizinerinnen. Darüber hinaus werden den Schülerinnen spezielle Lebens- und Laufbahnberatungen sowie individuelle Förderungsmöglichkeiten angeboten, wofür das Gymnasium mit dem „Gütesiegel für individuelle Förderung“ des Landes NRW ausgezeichnet wurde.
Ein weiterer Schwerpunkt im Schulprofil ist die sportliche Betätigung in verschiedenen Disziplinen. Dabei wurde im Jahr 2014 die Schule mit ihrer Spezialisierung auf Volleyball als „Partnerschule des Volleyballsports“ gekürt. Im Rahmen von schulischen und außerschulischen kulturellen  Angeboten richtet die Schule ihr Augenmerk auf die künstlerische Ausprägung der Schülerinnen. Mit der Städtischen Musikschule Aachen oder GRETA, der Abteilung für Kinder- und Jugendtheater des Grenzlandtheaters Aachen, stehen Kooperationspartner für musikalische oder schauspielerische Projekte zur Verfügung.

## Persönlichkeiten
- Peter Hodiamont (1925–2004), von 1969 bis 1982 Kunsterzieher an St. Ursula
- Gerta Krabbel (1881–1961), Historikerin
- Felizitas Leitner (* 1957), Medizinerin
- Maja Löcker (* 2003), Bundesliga-Volleyballerin
- Margarethe Schmeer (* 1950), Kommunalpolitikerin
- Sabine Verheyen (* 1964), Kommunalpolitikerin, Mitglied des Europäischen Parlaments
- Ulrike Malmendier (* 1973), deutsche Ökonomin und Mitglied des Sachverständigenrates zur Begutachtung der gesamtwirtschaftlichen Entwicklung